# Rue de Constantinople
La rue de Constantinople est une voie du 8e arrondissement de Paris. 

## Situation et accès
Elle commence  place de l'Europe et se termine place Prosper-Goubaux.
La rue est desservie, côté nord, par les lignes 2 et 3 à la station Villiers et, côté sud, par la ligne 3 à la station Europe.

## Origine du nom
Elle a reçu sa dénomination d'après la ville de Constantinople, capitale de l'Empire byzantin puis de l'Empire ottoman. La ville a été renommée Istanbul au XXe siècle.

## Historique
Dans le cadre de la création du quartier de l'Europe, l'ouverture de la rue de Constantinople fut autorisée par l'ordonnance royale du 2 février 1826 sur les terrains des anciens jardins de Tivoli appartenant à Jonas-Philip Hagerman et Sylvain Mignon. Cette ordonnance prescrivit de donner à la rue une largeur minimale de 15 mètres. On ne commença d'y bâtir qu'en 1838.

Lotissement du quartier de l'Europe
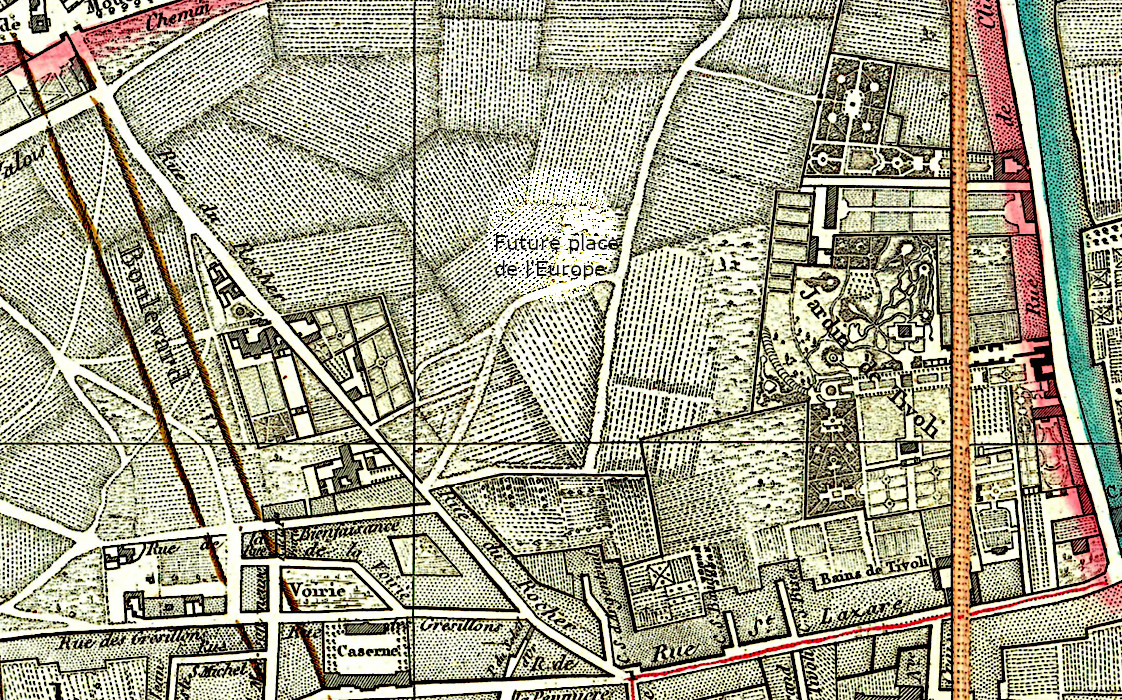
En 1814 (plan de Piquet).
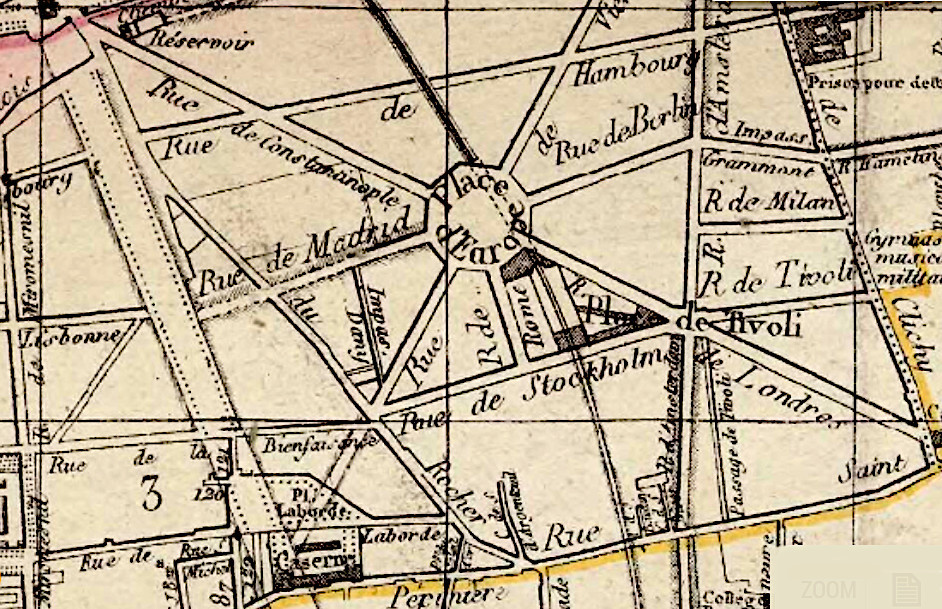
En 1838 (plan de Tardieu).

La ville de Constantinople porte le nom de son fondateur, l'empereur romain Constantin, et le surnom de « Nouvelle Rome ». Elle a été en effet capitale de l'Empire romain du 11 mai 330 à 476 et, à ce titre, elle fut capitale pour les provinces des Gaules. Elle fut ensuite capitale de l'Empire romain d'Orient de 476 au 29 mai 1453 et, à ce titre, occupée par les Français de 1204 à 1261. Elle fut capitale ottomane de du 29 mai 1453 à 1923. Depuis lors, elle n'est plus capitale mais elle demeure la plus grande ville de Turquie. Officiellement, les Turcs ne la désignent plus aujourd'hui que sous le nom d'« Istanboul », expression d'origine grecque qui signifie « Vers la ville ».

## Bâtiments remarquables et lieux de mémoire
- À l'angle de la rue de Constantinople et du boulevard des Batignolles se trouvaient encore en 1910 des réservoirs datant du Premier Empire[1].
- Nos 11-15 : hôtel littéraire Le Swann, consacré à l'écrivain Marcel Proust.
- No 23bis : l’helléniste et professeur des universités Jacques Bompaire (1924-2009) habita à cette adresse[2].
- No 26 : Louise Béguin-Salomon habitait à cette adresse
- No 35 : à cette adresse, on trouvait en 1910 l'Institut clinique des chiens, l'une des premières cliniques vétérinaires de Paris[3].

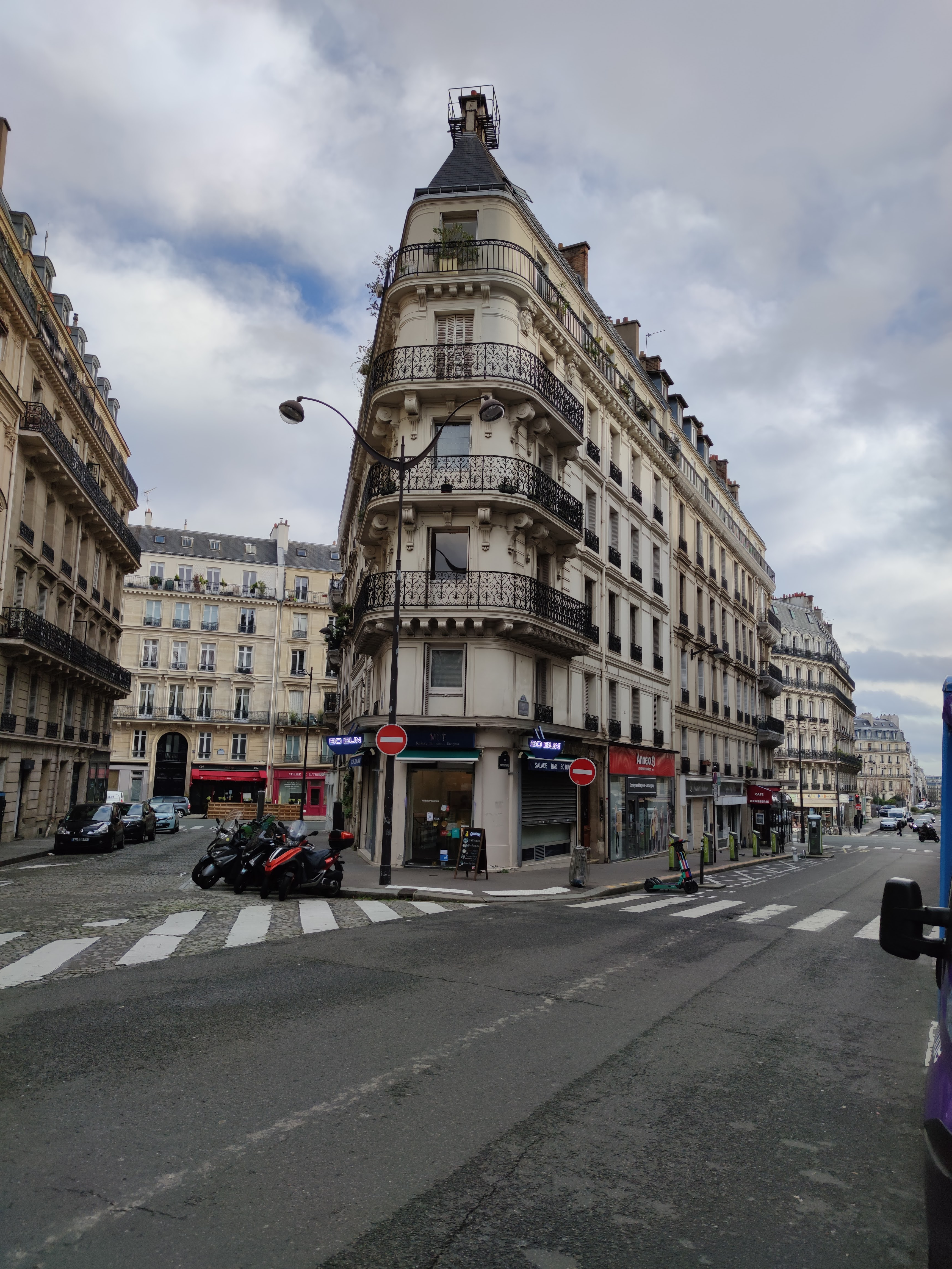
Immeuble à l’angle de la rue de Constantinople et de la rue de Naples.
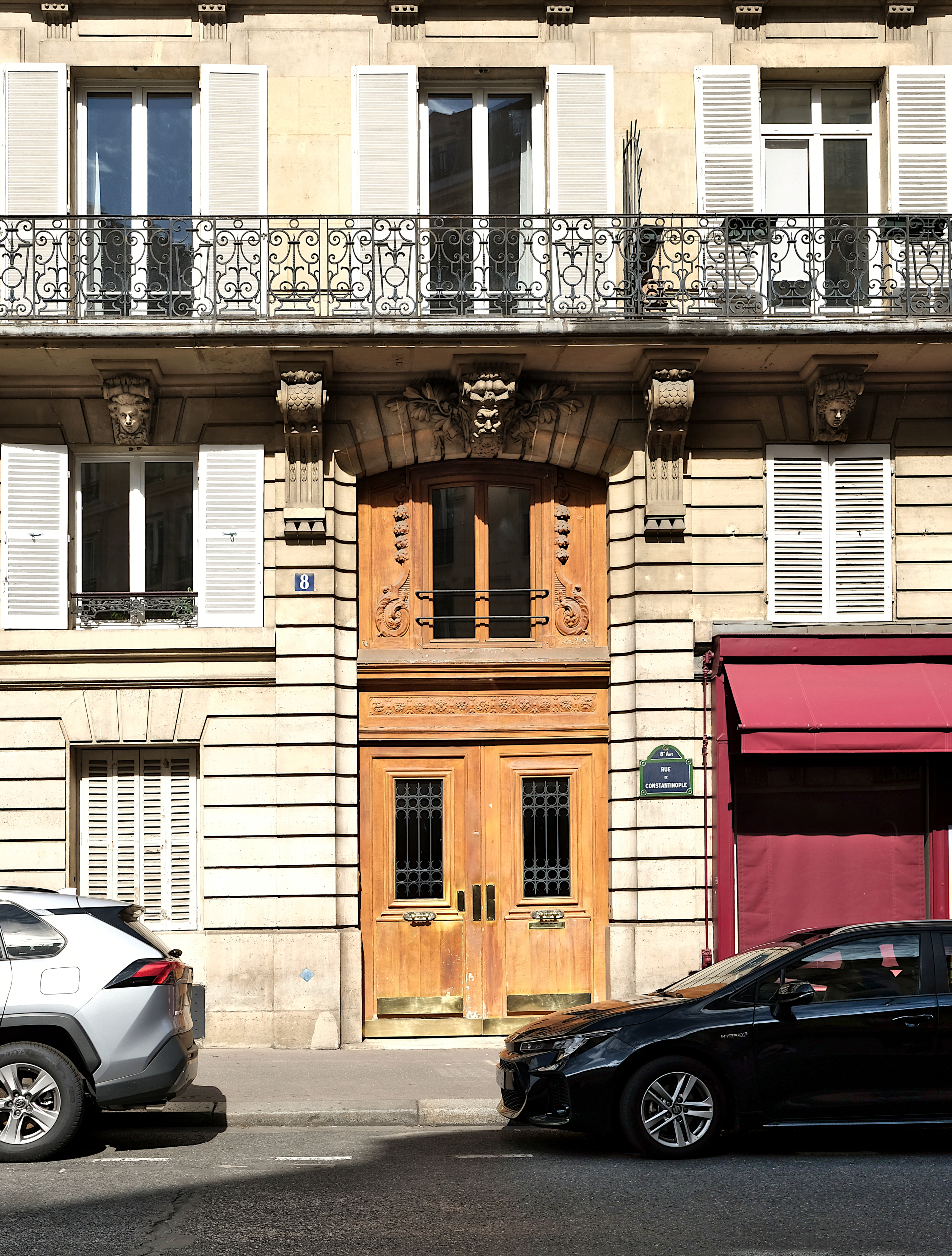
No 8 : entrée avec une porte sur deux niveaux.

## Dans la littérature
- La rue de Constantinople est mentionnée dans le roman de Guy de Maupassant Bel-Ami (1885), où le personnage principal, Georges Duroy, se rend avec sa maîtresse : « Georges Duroy avait retrouvé toutes ses habitudes anciennes. Installé maintenant dans le petit rez-de-chaussée de la rue de Constantinople, il vivait sagement, en homme qui prépare une existence nouvelle. »[4]

## Sources
- Félix Lazare, Dictionnaire administratif et historique des rues de Paris et de ses monuments, Paris, Imprimerie de Vinchon, 1844-1849.
- * Félix de Rochegude, Promenades dans toutes les rues de Paris. VIIIe arrondissement, Paris, Hachette, 1910.